# Elecciones generales de Malta de 1875
Entre el 1 y el 4 de diciembre de 1875 se celebraron en Malta elecciones generales.

## Antecedentes
Las elecciones se realizaron bajo la constitución de 1849, con lo que de los 18 miembros del Consejo de Gobierno, diez serían designados y ocho electos.

## Resultados
2.570 personas tenían derecho a voto, de las que 2.047 votaron, dando una participación del 80%.
| Elected members              | Elected members | Elected members  |
| Nombre                       | Votos           | Notas            |
| ---------------------------- | --------------- | ---------------- |
| Salvatore Cachia Zammit      | 680             | Reelegido        |
| Sigismondo Savona            | 648             |                  |
| Ramiro Barbaro               | 585             | Reelegido        |
| Dun Emmanuel Debono          | 585             |                  |
| Agostini Naudi               | 565             |                  |
| Ruggerio Sciortino           | 518             | Reelegido        |
| Carlo Maria Muscat           | 508             |                  |
| Filippo Curmi Cecy           | 141             | Elegido por Gozo |
| Fuente: Schiavone, pp176–177 |                 |                  |